# Johann Gabriel Seidl
Pour les articles homonymes, voir Seidl.
Johann Gabriel Seidl (né le 21 juin 1804 à Vienne, mort le 18 juillet 1875 à Vienne) est un poète autrichien. Il est l'auteur de la version de 1854 de l'hymne impérial "Gott erhalte, Gott beschütze unsern Kaiser, unser Land!".

## Biographie
Ce fils d'un avocat fait des études de jurisprudence. En 1829, il devient professeur en Basse-Styrie, à Celje. En 1840, il est commissaire au bureau des antiquités de Vienne puis trésorier de 1859 à 1871.
En plus de ses études, Seidl publie de nombreux poèmes et nouvelles dont les premiers textes de Nikolaus Lenau. Ses propres poèmes sont mis en musique par Franz Schubert (Die Taubenpost ou encore Der Wanderer an den Mond) ou Carl Loewe. En plus d'écrire en allemand, Seidl écrit des poèmes dans le dialecte bas-autrichien.

## Œuvre
Poésie
- Schillers Manen, (1826)
- Balladen, Romanzen, Sagen und Lieder, (1826)
- Lieder der Nacht, Elegien aus Alfons von Lamartine, Die Deutung, (1826)
- Erzählungen, (1828)
- Bifolien, (1836)
- Liedertafel, (1840)
- Natur und Herz, (1853)

Traités géographiques
- Wiens Umgebung, nach eigenen Wanderungen und mit Benutzung der besten und neuesten Quellen…. (1826)
- Die untersteierische Schweiz, (1836)
- Die Steinbrücke (Bild aus Untersteier), (1836)
- Das St. Mareiner-Thal (Züge zu einem Rundgemälde), (1838)
- Wanderungen durch Tirol und Steiermark, (1840)

## Source, notes et références
- (de) Cet article est partiellement ou en totalité issu de l’article de Wikipédia en allemand intitulé « Johann Gabriel Seidl » (voir la liste des auteurs).
- (de) Anton Schlossar, « Seidl, Johann Gabriel », dans Allgemeine Deutsche Biographie (ADB), vol. 33, Leipzig, Duncker & Humblot, 1891, p. 633-639